# Babiak
Babiak è un comune rurale polacco del distretto di Koło, nel voivodato della Grande Polonia.
Ricopre una superficie di 133,58 km² e nel 2006 contava 7 933 abitanti.
Tra le frazioni nei dintorni si trova Brdów.